# Thelonious Monk
Thelonious Monk, Thelonious Sphere Monk Sr., född 10 oktober 1917 i Rocky Mount i North Carolina (uppväxt i New York), död 17 februari 1982 i New York (efter en stroke), var en amerikansk pianist och kompositör inom jazzen.
Monk debuterade på skiva tillsammans med Coleman Hawkins 1944. Han gjorde sitt sista framträdande som musiker i juli 1976.

## Eftermäle
Asteroiden 11091 Thelonious är uppkallad efter honom.

## Kompositioner
Thelonious Monk är en av jazzens främsta och mest originella kompositörer, och hans musik har spelats in av ett stort antal musiker. Saxofonisten 
Steve Lacy (saxophonist)(en) ägnade sig en period enbart åt Monks musik. Ett åttiotal kompositioner finns inspelade av Monk själv. Bland dessa kan nämnas:
- 'Round Midnight, som är den mest inspelade Monk-låten. Cootie Williams spelade in låten år 1944, och fick på något sätt delrättigheter till kompositionen. Monk själv spelade först in den år 1947 på skivbolaget Blue Note.
- Straight, No Chaser, vilket är en blues med något annorlunda innehåll. Miles Davis har spelat in denna låt i tonarten F-dur, Monk själv verkar ha spelat denna och alla andra bluesformade låtar i tonarten Bb-dur.
- Ugly Beauty, först inspelad 1967, är den enda av Monks låtar som går i 3/4-takt.
- Brilliant Corners, på albumet Brilliant Corners, först inspelad 1956, anses tillsammans med Skippy och några andra höra till de mer besvärliga Monklåtarna.

## Diskografi (urval)
- 1947 – Genius of Modern Music: Volume 1 (Blue Note)
- 1952 – Genius of Modern Music: Volume 2 (Blue Note)
- 1954 – Thelonious Monk Trio (Prestige, inspelad 1952-54)
- 1954 – Monk (Prestige, inspelad 1953-54)
- 1954 – Thelonious Monk and Sonny Rollins (Prestige, inspelad 1953-54)
- 1955 – Thelonious Monk plays the Music of Duke Ellington (Riverside)
- 1955 – The Unique Thelonious Monk (Riverside)
- 1956 – Brilliant Corners (med Sonny Rollins och Clark Terry) (Riverside)
- 1957 – Thelonious Himself (Riverside)
- 1957 – Monk's Music (Riverside)
- 1957 – Mulligan Meets Monk (med Gerry Mulligan) (Riverside)
- 1957 – Thelonious Monk Quartet with John Coltrane at Carnegie Hall (Riverside, utgiven på Blue Note 2005)
- 1958 – Thelonious in Action och Misterioso (live at the Five Spot med Johnny Griffin) (Riverside)
- 1958 – Thelonious Monk Quartet Live at the Five Spot: Discovery! (med Coltrane) (Riverside, utgiven på Blue Note 1993)
- 1958 – Art Blakey's Jazz Messengers with Thelonious Monk (Atlantic)
- 1959 – The Thelonious Monk Orchestra at Town Hall (Riverside)
- 1959 – 5 by Monk by 5 (Riverside)
- 1959 – Thelonious Alone in San Francisco (Riverside)
- 1960 – Thelonious Monk at the Blackhawk (med Charlie Rouse) (Riverside)
- 1961 – Thelonious Monk with John Coltrane (1957 års inspelningar)
- 1961 – Monk in France (Riverside)
- 1961 – Thelonious Monk in Italy (Riverside)
- 1963 – Monk's Dream Columbia
- 1963 – Criss Cross (Columbia)
- 1963 – Monk in Tokyo (Columbia)
- 1963 – Big Band and Quartet in Concert (Columbia)
- 1964 – It's Monk's Time (Columbia)
- 1964 – Monk (Columbia)
- 1964 – Solo Monk (Columbia)
- 1964 – Live at the It Club (Columbia)
- 1964 – Live at the Jazz Workshop (Columbia)
- 1966 – Straight, No Chaser (Columbia)
- 1966 – Monk's Miracles (Columbia)
- 1967 – Underground (Columbia)
- 1967 – Thelonious Monk Nonet Live in Paris 1967 (France Concert LP FC-113)
- 1968 – Monk's Blues (Columbia)
- 1987 – Thelonious Monk and the Jazz Giants (Riverside)
- 2006 – The Complete 1957 Riverside Recordings (1957 års studioinspelningar med Coltrane samlade) (Riverside)